# The Postman (película de 1997)
The Postman (Mensajero del futuro en España y El mensajero en Hispanoamérica) es una película de 1997 dirigida y protagonizada por Kevin Costner. La producción cinematográfica se basa en una novela posapocalíptica escrita en 1983 por David Brin, que recibió numerosos premios. El guion es de Brian Helgeland.

## Argumento
La historia es contada de forma retrospectiva por la hija de El mensajero.
La película anticipa un futuro distópico en el año 2013, en donde las sociedades humanas se han reducido a grupos aislados a causa de una guerra nuclear. En el panorama del año 2013 no hay autopistas, ni leyes, o señal de esperanza. Tras una guerra que destruyó prácticamente la civilización, y aquellos que sobrevivieron se han unido en pequeños poblados, intentando llevar una vida tranquila, aunque un tanto más primitiva. 
Un vagabundo, que va de lugar en lugar ganándose la vida recitando a Shakespeare, es raptado por un grupo de guerreros llamados holnistas, que controlan y tiranizan la región. Estos guerreros son dirigidos por Bethlehem, quien lo recluta por la fuerza al igual que a otros, para formar parte de su ejército y alimentar su ambición de ampliar aún más su zona de control. El vagabundo, que no quiere luchar y repudia la crueldad del tirano ejercida incluso a los propios, consigue huir de él. Protegiéndose de una lluvia, se topa con los restos de un camión de correo, y  decide hacerse pasar por cartero para que le den alojamiento y comida en el pueblo más cercano. Decide llevar desde entonces las cartas a sus respectivos destinatarios, devolviéndoles así un poco de esperanza. Con el tiempo, él incluso crea toda una organización para ello.
Sin embargo, Bethlehem se entera de sus acciones, y lo ve como una amenaza potencial para su poder. Por ello, le declara la guerra y lo persigue. El enfrentamiento entre ambos bandos culmina en un campo de batalla, donde deberían enfrentarse ambos bandos a muerte. Sin embargo, antes de que eso ocurra, el vagabundo (ahora llamado El mensajero) revela su identidad como antiguo holnista e, invocando una de las reglas de los holnistas, consigue desafiar a Bethlehem a un duelo a muerte por el liderazgo de los holnistas. Como antiguo miembro, tiene ese derecho y no puede negárselo. En ese duelo El mensajero lo vence, pero no lo mata. Asumiendo el liderazgo, declara las matanzas por terminadas y el comienzo de la paz, a lo que todos aceptan. No obstante, aunque las hostilidades habían cesado, Bethlehem intenta matarlo a traición, pero es detenido cuando uno de sus propios hombres lo mata.
Después de ello, El mensajero regresa a Abby, una mujer con la que se casó, y que tiene ahora una hija suya, llamada Hope. El mensajero se compromete entonces a reconstruir el país, y crear un mundo mejor para su hija y los demás, basándose tanto en su trabajo como cartero, como en lo que ocurrió en ese lugar.  Años más tarde, en el 2043, El mensajero muere a sus 70 años. Su hija, ahora mayor, está en St. Rose, Oregón, un lugar que su padre ansiaba ver por ser un paraíso según su información, y que nunca vio por su decisión de emprender ese camino. Allí, ella cuenta en un discurso ante mucha gente toda la historia de su padre, la cual ha sido contada durante la película. La civilización ha regresado gracias a la labor de El mensajero desde entonces, y ahora en St. Rose, en el presente ficticio de la película, Hope  desvela todo acerca de su padre. También desvela que decidió ver St. Rose para honrar allí su decisión y todo lo que desde entonces hizo. Finalmente, después del discurso, su hija inaugura en el lugar una estatua en memoria de él, con la aprobación de todos los presentes.

## Reparto
| Actor                 | Personaje                                                               |
| --------------------- | ----------------------------------------------------------------------- |
| Kevin Costner         | El mensajero                                                            |
| Will Patton           | General Bethlehem                                                       |
| Larenz Tate           | Ford Lincoln Mercury                                                    |
| Olivia Williams       | Abby                                                                    |
| James Russo           | Idaho                                                                   |
| Daniel von Bargen     | Sheriff Briscoe                                                         |
| Tom Petty             | Control mayor del puente (una versión alterna de sí mismo en el futuro) |
| Scott Bairstow        | Luke                                                                    |
| Giovanni Ribisi       | Bandido 20                                                              |
| Roberta Maxwell       | Irene March                                                             |
| Joe Santos            | Coronel Getty                                                           |
| Ron McLarty           | Old George                                                              |
| Peggy Lipton          | Ellen March                                                             |
| Rex Linn              | Mercer                                                                  |
| Shawn Hatosy          | Billy                                                                   |
| Ryan Hurst            | Eddie March                                                             |
| Charles Esten         | Michael                                                                 |
| Annie Costner         | retrato (como Anne Costner)                                             |
| Ty O'Neal             | Drew                                                                    |
| Ellen Geer            | Pineview Woman                                                          |
| Lily Costner          | Lily March                                                              |
| Joe Costner           | Letter Boy                                                              |
| Judy Herrera          | Carrier                                                                 |
| Mary Stuart Masterson | Hope, hija de El mensajero                                              |

## Recepción
Durante el estreno la película fue muy mal recibida tanto por la audiencia como por la crítica. Al final solo recuperó 21 de los 80 millones de dólares que costó. También resultó un desastre para Kevin Costner, que solo se recuperó de él seis años después con la película Open Range (2003), que también dirigió.
The Postman recibió en el presente reseñas generalmente negativas de parte de la crítica y mixtas de la audiencia en los portales de información en el Internet.
En el sitio web especializado Rotten Tomatoes, la película posee una aprobación de 8%, basada en 36 reseñas, con una calificación de 4.0/10 y con un consenso crítico que dice: "Un error de cálculo masivo en la automitificación por parte del director y estrella Kevin Costner, The Postman serviría para pasar un buen rato si no fuera tan fatalmente seria." De parte de la audiencia tiene una aprobación de 50%, basada en 55 549 votos, con una calificación de 3.1/5. El sitio web Metacritic le dio a la película una puntuación de 29 de 100, basada en 14 reseñas, indicando "reseñas generalmente desfavorables". Las audiencias encuestadas por CinemaScore le otorgaron a la película una "B-" en una escala de A+ a F, mientras que en el sitio IMDb los usuarios le asignaron una calificación de 6.1/10, sobre la base de 74 668 votos. En la página web FilmAffinity la cinta tiene una calificación de 4.7/10, basada en 13459 votos.